# Bif Naked
Bif Naked (nacida como Beth Nicole Torbet el 15 de junio de 1971 en Nueva Delhi en la India) es una cantante, compositora, actriz y oradora motivacional canadiense de punk rock y pop. 
Ha estado activa en el medio artístico desde 1994. Hasta la fecha, ha lanzado cinco álbumes de estudio Bif Naked, I Bificus, Purge, Superbeautifulmonster y The Promise, lanzados bajo sus propios sellos discográficos International Arts Music y Her Royal Majesty. 
Es una de las pocas cantantes de música punk que han tenido una carrera como solista. También ha incursionado como actriz en películas como Archangel y Is It Fall Yet?. Su canción "My Greatest Masterpiece" formó parte de la banda sonora de la película Crossing, en donde también apareció. 
Entre sus canciones más conocidas están "Lucky", "Spaceman", "Moment of Weakness", "Daddy's Getting Married", "I Love Myself Today", "Tango Shoes", "Let Down", "Sick" y "The Only One". Su música es reconocida especialmente en su país, donde su carrera ha tenido gran éxito.

## Biografía
Bif Naked nació en Nueva Delhi de padres adolescentes que asistían a una escuela privada. Posteriormente ella fue adoptada por Americanos Misioneros. Pasó parte de su infancia en Lexington (Kentucky), en donde su padre fue profesor en la Universidad de Kentucky. También fue a la escuela primaria de Kelsey en The Pas, Manitoba, por un par de años. Después de vivir un tiempo en Dauphin, Manitoba, su familia finalmente se estableció en Winnipeg, se graduó de John Taylor Collegiate, y estudió teatro en la Universidad de Winnipeg.
El sobrenombre de Bif está basado en la mala pronunciación de su verdadero nombre, Beth.

## Discografía

### Álbumes de estudio
- Bif Naked – 1995
- I Bificus – 1998 (CRIA - Platinum)[2]
- Purge – 2001 (CRIA - Gold)[3]
- Superbeautifulmonster – 2005
- The Promise - 2009

### EP y compilaciones
- Four Songs and a Poem – 1994
- Okenspay Ordway: Things I Forgot To Tell Mommy – 1997
- Another 5 Songs and a Poem – 2000
- Essentially Naked – 2003
- Bif Naked Forever: Acoustic Hits & Other Delights - 2012[4]

### Singles
| Año                                   | Single                    | Posición | Álbum                                               |
| Año                                   | Single                    | CAN      | Álbum                                               |
| ------------------------------------- | ------------------------- | -------- | --------------------------------------------------- |
| 1995                                  | "Tell On You"             | —        | Bif Naked                                           |
| 1995                                  | "Daddy's Getting Married" | 12       | Bif Naked                                           |
| 1995                                  | "My Whole Life"           | —        | Bif Naked                                           |
| 1995                                  | "Everything"              | —        | Bif Naked                                           |
| 1998                                  | "Spaceman"                | 1        | I Bificus                                           |
| 1998                                  | "Chotee"                  | —        | I Bificus                                           |
| 1998                                  | "Lucky"                   | 18       | I Bificus                                           |
| 1999                                  | "Moment of Weakness"      | 9        | I Bificus                                           |
| 2000                                  | "Twitch"                  | —        | Another 5 Songs and a Poem                          |
| 2000                                  | "We're Not Gonna Take It" | —        | Another 5 Songs and a Poem                          |
| 2001                                  | "I Love Myself Today"     | 5        | Purge                                               |
| 2002                                  | "Tango Shoes"             | 15       | Purge                                               |
| 2003                                  | "Leader"                  | —        | Purge                                               |
| 2003                                  | "Choking on the Truth"    | —        | Purge                                               |
| 2003                                  | "Rich and Filthy"         | —        | Essentially Naked                                   |
| 2004                                  | "Back in the Day"         | —        | Essentially Naked                                   |
| 2005                                  | "Let Down"                | —        | Superbeautifulmonster                               |
| 2005                                  | "Nothing Else Matters"    | —        | Superbeautifulmonster                               |
| 2006                                  | "Everyday"                | —        | Superbeautifulmonster                               |
| 2007                                  | "My Greatest Masterpiece" | —        | Crossing - Soundtrack                               |
| 2009                                  | "Fuck You 2"              | —        | The Promise                                         |
| 2009                                  | "Sick"                    | —        | The Promise                                         |
| 2009                                  | "King of Karma"           | —        | The Promise                                         |
| 2012                                  | "So Happy I Could Die"    | —        | Bif Naked Forever: (Acoustic Hits & Other Delights) |
| 2014                                  | "The Only One"            | —        | Bif Naked Forever: (Acoustic Hits & Other Delights) |
| "—" denota que no ingreso a ese chart |                           |          |                                                     |

### Vídeos musicales
- "Everything" (1994)
- "My Whole Life"
- "Tell on You"
- "Never Alone"
- "Daddy's Getting Married" (dirigido por William Morrison 1996)
- "Spaceman"
- "Lucky"
- "Moment of Weakness" (1999) (dirigido por Marcos Siega)
- "We're Not Gonna Take It"
- "Chotee"
- "Twitch" (1999)
- "I Love Myself Today"
- "Tango Shoes"
- "Choking in the Truth"
- "Back in the Day"
- "Rich and Filthy"
- "Let Down"
- "Nothing Else Matters"
- "Everyday"
- "My Greatest Masterpiece" (2007)
- "Fuck You 2" (2009)
- "Sick" (2009)
- "King of Karma" (2009)